# Пикун, Фернандо
Ферна́ндо А́льваро Пику́н де Лео́н, либо просто Фернандо Пикун (исп. Fernando Álvaro Picún de León; род. 14 февраля 1972, Монтевидео) — уругвайский футболист, выступавший на позиции защитника. С 1996 по 1999 год выступал за сборную Уругвая.

## Биография
Фернандо Пикун — воспитанник академии «Ривер Плейта» из Монтевидео. Также занимался в академии «Пеньяроля». В 1993 году дебютировал в основном составе «дарсенерос». В 1996 году был признан лучшим защитником чемпионата Уругвая.
В 1997 году Пикун был приглашён в стан одного из самых титулованных клубов Нидерландов — «Фейеноорда». В роттердамском клубе уругваец сразу же стал игроком основы и очень успешно провёл 1997 год. До апреля 1998 года он продолжал играть основного защитника, но затем, из-за конфликта с тренером Лео Бенхаккером, был отдан в аренду в «Дефенсор Спортинг», где выступал до июля 1999 года. После возвращения в «Фейеноорд» Пикун уже не мог претендовать на место в основе и в октябре был продан в японскую «Ураву Ред Даймондс», которую возглавлял нидерландский специалист Ад де Мос. После вылета «Уравы» из Джей-лиги Фернандо покинул команду и 2001 год начал в «Данубио».
30 марта 2001 года карьера Пикуна внезапно оборвалась из-за тяжелейшей травмы — перелома ноги во время игры «дунайцев» на «Луисе Франсини», домашней арене «Дефенсора». Травма усугубилась редким осложнением (один случай на 500 пациентов), абдоминальным компартмент-синдромом (или синдром повышения давления в анатомической полости). Из-за этого потребовалось провести 10 операций, стоял вопрос об ампутации ноги и даже о жизни футболиста. В результате прилегающая к месту перелома мышца была удалена, но в футбол Пикун больше играть не мог. После восстановления Фернандо занялся бизнесом.
17 июля 1996 года Фернандо Пикун дебютировал в национальной сборной. «Селесте» под руководством Эктора Нуньеса сыграла в Пекине в товарищеском матче вничью со сборной Китая (1:1), а Пикун провёл на поле все 90 минут. Наиболее ярким эпизодом в международной карьере Пикуна стал Кубок Америки 1999 года, на котором Фернандо был твёрдым игроком основного состава. Уругвайцы, кардинально обновившие свой состав, сумели дойти до финала турнира, где уступили вице-чемпионам мира Бразилии (0:3). Всего за сборную Пикун сыграл девять матчей.

## Достижения
- Вице-чемпион Нидерландов (1): 1996/97
- Финалист Кубка Америки (1): 1999
- Лучший защитник чемпионата Уругвая: 1996